# 林健寰
林健寰（1965年10月21日—），出生於台灣台北市，台湾男演员。曾经是平面模特，因为出演1992年台湾电影《皇金稻田》而进入影视圈，也因为该片中的角色“稻川信友”而获得金马奖最佳男配角提名。现主要出演台湾电视剧。
曾以星探身份挖掘林志玲、張鳳書等人入行，當年在書店發現林志玲而介紹她拍廣告，當時她為女高中生。

## 电影
| 年份   | 片名           | 飾演     |
| ------ | -------------- | -------- |
| 1992年 | 《皇金稻田》   | 稻川信友 |
| 1993年 | 《青春无悔》   | 阿杰     |
| 1993年 | 《云南故事》   | 夏洛     |
| 1995年 | 《风月》       | 庞端午   |
| 1997年 | 《假面超人》   |          |
| 1998年 | 《花桥荣记》   | 盧培明   |
| 1998年 | 《第九類媽媽》 | 柳超仁   |
| 2016年 | 《奇幻同學會》 | 陳俊彥   |
| 2023年 | 《山中森林》   | 蕭董     |

### MV
- 美麗的花蝴蝶

## 電視劇
| 年份   | 頻道       | 劇名                           | 飾演           |
| ------ | ---------- | ------------------------------ | -------------- |
| 1994年 | 中視       | 《火中蓮》                     | 張信義         |
| 1997年 | 台視       | 《玉卿嫂》                     | 許慶生         |
| 1998年 | 台視       | 《婚期》                       | 傅振偉         |
| 1998年 | 台視       | 《台灣第一劇場－鏡子》         | 高孟宏         |
| 1998年 | 華視       | 《女人三十》                   | 侯曉輝         |
| 1999年 | 台視       | 《燕雙飛》                     | 藍天問         |
| 2000年 | 華視       | 《懷玉公主》                   | 傅榮           |
| 2000年 | 台視       | 《俠女闖天關》                 | 朱玉龍         |
| 2000年 | 緯來       | 《玻璃屋裡的人》               | 趙若殊         |
| 2000年 | 公視       | 《汪洋中的一條船》             | 李明源         |
| 2001年 | 台視       | 《望鄉》                       | 林茂春         |
| 2001年 | 華視       | 《金錢本色》                   | 曹永謙         |
| 2001年 | 民視       | 《金枝玉葉》                   | 王明峰         |
| 2002年 | 台視       | 《摘星》                       | 姜世康         |
| 2002年 | 公視       | 《後山日先照》                 | 李來旺         |
| 2002年 | 大愛       | 《髓緣》                       | 王建華         |
| 2002年 | 三立台灣台 | 《台灣霹靂火》                 | 黃秋生         |
| 2002年 | 東森       | 《明星情人夢》                 | 范熙鈞         |
| 2003年 | 中視       | 《熟女慾望日記》               | David          |
| 2003年 | 台視       | 《牽手向明天》                 | 羅長生         |
| 2003年 | 華視       | 《無河天》                     | 林若竹         |
| 2003年 | 大愛       | 《春暉》                       | 賴任辰         |
| 2003年 | 大愛       | 《望海》                       | 林清海         |
| 2003年 | 衛視中文台 | 《阿薩布路1號》                | 呂文義         |
| 2003年 | 大陸劇     | 《戰國紅顏》                   | 歐冶無瑕       |
| 2004年 | 中視       | 《藍天》                       | 邱世朋         |
| 2004年 | 八大戲劇台 | 《燃燒天堂》                   | 葉青峰         |
| 2005年 | 三立台灣台 | 《金色摩天輪》                 | 陳明章沈明章   |
| 2005年 | 公視       | 《偵探物語》                   | 戴瑞明         |
| 2006年 | 台視       | 《神机妙算劉伯溫》             | 王天放溫士凱   |
| 2007年 | 公視       | 《出外人生》                   | 王紹祖         |
| 2007年 | 華視       | 《想飛》                       | 朱迺明         |
| 2007年 | 三立台灣台 | 《我一定要成功》               | Andy           |
| 2008年 | 台視       | 《怀玉傳奇 千金媽祖》          | 趙翰林         |
| 2009年 | 三立都會台 | 《下一站，幸福》               | 任祥恩         |
| 2011年 | 中視       | 《男女生了沒》                 | 吳毅           |
| 2011年 | 台視       | 《鏡子》                       | 陳孟宏         |
| 2011年 | 大愛       | 《幸福的滋味》                 | 郭淋           |
| 2011年 | 大陸劇     | 《琉璃之戀》                   | 酆克鼎         |
| 2012年 | 大愛       | 《慈悲的滋味》                 | 楊父           |
| 2012年 | 三立台灣台 | 《阿爸的願望》                 | 王先生         |
| 2013年 | 公視       | 《三朵花純理髮》               | 林桑           |
| 2014年 | 中視       | 《謊言遊戲》                   | 雷夫           |
| 2014年 | 台視       | 《艋舺的女人》                 | 黑狗           |
| 2014年 | 民視       | 《廉政英雄》                   | 林國樑         |
| 2015年 | 大愛       | 《明日天晴》                   | 吳秋琳         |
| 2015年 | 大愛       | 《望你早歸》                   | 白吉           |
| 2015年 | 三立台灣台 | 《思慕的人》                   | 賴青夫         |
| 2016年 | 大愛       | 《畫渡人》                     | 陳春季         |
| 2016年 | 三立台灣台 | 《甘味人生》                   | 蘇逸峰         |
| 2016年 | TVBS歡樂台 | 《在一起，就好》               | 杜威           |
| 2017年 | 公視       | 《阿嬤，搖哩搖哩》             | 阿義           |
| 2017年 | 台視       | 《牡丹花開》                   | 林青雲         |
| 2017年 | 東森綜合台 | 《鐘樓愛人》                   | 沈建德         |
| 2017年 | 大愛       | 《生命桃花源》                 | 張父           |
| 2017年 | 大愛       | 《我綿一家人》                 | 高明輝         |
| 2018年 | 三立台灣台 | 《金家好媳婦》                 | 曾承恩         |
| 2018年 | 大愛       | 《長盤決勝》                   | 陳源汀         |
| 2018年 | 大愛       | 《曾經 我們一起12歲》          | 田英輝         |
| 2018年 | 大愛       | 《在愛之外》                   | 何董           |
| 2018年 | 大愛       | 《有你陪伴》                   | 黃父           |
| 2018年 | 公視       | 《8號公園》                    | 曹守志         |
| 2019年 | 大愛       | 《雨過天青》                   | 陳父           |
| 2019年 | 八大綜合台 | 《靈異街11號》                 | 盛少達         |
| 2019年 | 騰訊視頻   | 《外星女生柴小七》             | 康叔           |
| 2019年 | 騰訊視頻   | 《彩虹的重力》                 | 蘇紹安         |
| 2020年 | 台視       | 《生生世世》                   | 林火石         |
| 2020年 | 三立台灣台 | 《羅雀高飛》                   | 陳正義         |
| 2020年 | 東森戲劇台 | 《王牌辯護人》                 | 張永浩         |
| 2020年 | 騰訊視頻   | 《旗袍美探》                   | 呂俊卿         |
| 2020年 | 大愛       | 《迎風而立》                   | 李宣           |
| 2021年 | 三立都會台 | 《天巡者》                     | 趙父           |
| 2021年 | 三立台灣台 | 《天之驕女》                   | 彭其昌         |
| 2021年 | 大愛       | 《阿良的歸白人生》             | 謝父           |
| 2021年 | 台視       | 《一個屋簷下》                 | 曾柏賢         |
| 2022年 | 大愛       | 《先生娘》                     | 王成枝         |
| 2022年 | 三立台灣台 | 《一家團圓》                   | 葉啟田（客串） |
| 2022年 | 大愛       | 《你好，我是誰？》             | 陳醫師         |
| 2022年 | 騰訊視頻   | 《外星女生柴小七2》            | 康叔           |
| 2023年 | 公視       | 《牛車來去》                   | 周院長         |
| 2023年 | 公視       | 《國際橋牌社外傳：和平歸來》   | 黃進夫         |
| 2023年 | 三立台灣台 | 《天道》                       | 林國慶         |
| 2023年 | 中國大陸   | 《少林小子方世玉》(2014年拍攝) | 莫將軍         |

## 廣告
- 《康是美》love mom  love cosmed篇

## 獎項紀錄

### 金馬獎
| 年份   | 獲提名       | 獎項                     | 結果 |
| ------ | ------------ | ------------------------ | ---- |
| 1992年 | 《皇金稻田》 | 第29屆金馬獎最佳男配角獎 | 提名 |

## 外部連結
- 林健寰全球粉絲團的Facebook專頁
- 林健寰的新浪微博
- 林健寰在互联网电影资料库（IMDb）上的資料（英文）
- 林健華在香港影庫上的簡介
- 林健寰在香港影庫上的簡介
- 林健寰在豆瓣上的资料（简体中文）
- 林健華在时光网上的簡介（简体中文）